# 大科羅溫齊
49°58′17″N 28°17′41″E / 49.97139°N 28.29472°E
大科羅溫齊（烏克蘭語：Великі Коровинці），或译为大科羅文齊，是烏克蘭北部日托米爾州日托米爾區丘德尼夫市镇内的市級鎮。始建於1585年，面積7平方公里，海拔高度258米，2011年人口2,384，人口密度每平方公里341人。